# Euderces cribripennis
Euderces cribripennis là một loài bọ cánh cứng trong họ Cerambycidae.